# Valentin Eduard Becker
Valentin Eduard Becker   (Würzburg, 20 de novembre de 1814 - Würzburg, 25 de gener de 1890) va ser un compositor i tresorer públic de la ciutat alemanya.
El 15 d'abril de 1847 va fundar l'Associació de Cantants de Würzburg amb 45 cantants, que va rebre el seu nom el 2005.
D'ell prové la cançó patriòtica Sie sollen ihn nicht haben, den freien deutschen Rhein, que també va trobar el seu camí a les cançons populars cap al 1848 (per exemple, a través dels anomenats taulers de cançons). El 1861 va posar en música el text de la cançó Franconia de Joseph Victor von Scheffel.

## Obres escèniques
- Die Bergknappen, (Els miners) (Theodor Körner), òpera romàntica en 2 actes (1838 Würzburg)
- Napoleon, das Kind der Garde, (Napoleó, el nen de la guàrdia) (G. Ball), pintura històrica 5 Dept. (1839 Würzburg)
- The Deserter Kom, Opera 3 actes (1855 Würzburg)

## Honors
En el seu honor, la ciutat de Bad Brückenau atorga el premi Valentin Becker cada tres anys des de 1953. La seva ciutat natal de Würzburg, on també va treballar com a tresorer de la ciutat, honra els seus ciutadans amb un monument al Ringpark i a la Valentin-Becker-Straße que porta el seu nom.